# Septentrogon madseni
Septentrogon madseni (лат.) — вымерший вид птиц рода Septentrogon семейства трогоновые. Данный вид обитал в эоцене. S. madseni был наземным видом (на основе изучения видов семейства трогоновых).

## Классификация
S. madseni является единственным видом в роде Septentrogon.